# Oudejaarsconference
Een oudejaarsconference, in België eindejaarsconference genoemd, is een cabaretvoorstelling op oudejaarsavond waarin het afgelopen jaar op komische wijze wordt nabesproken. Het is een jaarlijkse traditie, die in 1954 in Nederland ontstond en later ook navolging kreeg in Vlaanderen. 

## Opzet
Een oudejaarsconference bevat doorgaans een combinatie van verschillende elementen uit de kleinkunst, zoals het vertellen van grappen, anekdotes en verhalen, het voordragen van gedichten of poëzie, het zingen van liedjes, het houden van overdenkingen, en een enkele keer ook dans. 
Van oudsher werd er met "de oudejaarsconference" gedoeld op de voorstelling zoals deze door de Nederlandse publieke omroep werd uitgezonden op de late oudejaarsavond, met één specifieke cabaretier of cabaretgezelschap. Door de jaren heen, mogelijk mede gestimuleerd door de toename van het aantal televisiezenders, kwamen er meerdere cabaretiers met eigen oudejaarsconferences, elk met hun eigen stijl. Ook toerden cabaretiers zoals Youp van 't Hek, Lebbis en Jansen en Sjaak Bral voorafgaand aan oudjaarsavond al met proefvoorstellingen van de oudejaarsconference langs de theaters. 
Afgeleiden van dit type conference, met jaaroverzichten op een ander moment in het jaar,  zijn bijvoorbeeld de nieuwjaarsconference, de sinterklaasconference, de millenniumconference en de oudejaars-stand-up.

## Nederland

### Geschiedenis

#### De nieuwjaarswens uit "de bruiloft van Kloris en Roosje"
Op 3 januari 1638 werd, ter gelegenheid van de opening van de eerste stenen schouwburg van Amsterdam, het stuk Gijsbrecht van Aemstel opgevoerd. In 1707 werd "de Gijsbrecht" voor het eerst gevolgd door De bruiloft van Kloris en Roosje als onderdeel van een avondvullende voorstelling. Om het publiek niet al te droevig gestemd huiswaarts te laten keren na een treurspel was het de gewoonte om als afsluiter een opgewekt nastuk te laten volgen. Vast onderdeel van De bruiloft van Kloris en Roosje was de nieuwjaarswens, uitgesproken door de ouders van de bruidegom (Thomasvaer en Pieternel). Vooraleer het publiek, het gemeentebestuur en de directie van de schouwburg een gelukkig nieuwjaar te wensen werd eerst teruggeblikt op het afgelopen jaar.
De combinatie Gijsbrecht van Aemstel/De bruiloft van Kloris en Roosje hield stand tot 1968. Die luchtige terugblik op gebeurtenissen uit het afgelopen jaar kreeg in 1954 een heel nieuwe vorm toen de VARA Wim Kan vroeg om op de radio het jaar uit te luiden met een terugblik op de politieke verwikkelingen.

#### Wim Kan: De eerste moderne oudejaarsconference
"Om samen het kleinkunstjaar uit te leiden, luisteren we vanavond naar Wim Kan die het uur zal vullen met eigen liedjes en conferences", kondigt de presentator op 31 december 1954 aan. De eerste oudejaarsavondconference, 'Nou je weet wa'k bedoel', werd door de VARA uitgezonden om 21 uur op de radio. De conference werd op 25 en 26 december opgenomen in de kleine zaal van het Concertgebouw in Amsterdam. Wim Kan koos de opname van 25 december voor de uitzending.
Het is opvallend, dat Kan juist de politieke zuil waar de VARA toen nog heel duidelijk voor stond en welker gedachtegoed zij uitdroeg, de politieke partij PvdA, op de hak nam in deze oudejaarsconference. In 1956 volgde zijn tweede. Kan kreeg opnieuw hoge luistercijfers en besloot er daarom mee verder te gaan. Zo werd een traditie geboren.

#### Seth Gaaikema
Toen in 1969 de conference "Heer, ik kom hier om te twijfelen" van Seth Gaaikema op de televisie werd gebracht, als eerste conference, gebeurde dit op oudejaarsavond. Twee jaar later volgde van Seth Gaaikema een echte oudejaarsconference op de televisie. In 1973 besloot Wim Kan ook een oudejaarsconference op de televisie te doen. Dit was meteen een groot succes, de conference had een kijkdichtheid van 73,9%. Kan besloot vervolgens om de drie jaar er één te houden.

#### 1977-1985
Op de radio werd de serie van Wim Kan onderbroken door Neerlands Hoop (Freek de Jonge en Bram Vermeulen) samen met Jan de Hont. Zij hielden in 1977 in het radioprogramma In de Rooie Haan een oudejaarsconference. In 1981 zou Wim Kan opnieuw een oudejaarsconference, een jubileumprogramma, maken, maar er ontstond wrevel tussen hem en de VARA nadat diverse teksten uit de conference waren uitgelekt. De KRO bood uitkomst en gaf Wim Kan een optreden in het televisieprogramma van Aad van den Heuvel, de Alles is Anders show op oudejaarsavond. Dit optreden draaide uit op een, 45 minuten durende, oudejaarsconference. Als alternatief voor de oorspronkelijke oudejaarsconference van Wim Kan zond de AVRO op het tijdstip hiervan een extra lange aflevering van het programma Babbelonië uit die zij speciaal voor deze gelegenheid in allerijl hadden opgenomen.
In 1982 volgde de laatste oudejaarsconference van Wim Kan, de stok werd letterlijk en figuurlijk overgenomen door Freek de Jonge. De IKON zond de oudejaarsconference van Freek de Jonge op het andere net uit en tijdens de afsluiting van Wim Kan gaf hij virtueel het stokje aan Freek de Jonge door, die het in zijn conference aannam. Het idee om een echt stokje te gebruiken kwam van Wim Kan zelf.
In 1985 besloot Seth Gaaikema opnieuw ook een oudejaarsconference te houden. Hiermee ging hij in concurrentie met Freek de Jonge, die daarop meestal volgde met een nieuwjaarsconference. 

#### 1986-1999
In 1986 had Gaaikema geen concurrentie van Freek de Jonge, maar in 1988 weer wel. In 1988 ontstond er een nieuw fenomeen. Lebbis en Jansen stonden in het theater met een oudejaarsconference. Deze werd meerdere malen gespeeld in de laatste week van het jaar. In 1989 besloot Seth Gaaikema een dag eerder te gaan zitten met zijn oudejaarsconference 'Nog Een Dag Om Het Goed Te Maken'. In dat jaar maakte Youp van 't Hek zijn debuut in de oudejaarsconference. Deze conference was meteen een groot succes en maakte Youp van 't Hek tot een gevestigde naam.
Eerder op die oudejaarsdag imiteerde Arjan Ederveen in het televisieprogramma Theo en Thea Wim Kan, als een soort eerbetoon en lichte spot aan de gevestigde traditie van de oudejaarsconference. In 1990 was het weer Seth Gaaikema en in 1992 Freek de Jonge. In 1993 was er geen oudejaarsconference, maar een grote show van Paul de Leeuw, een extra lange uitzending van De schreeuw van de Leeuw genaamd "Jeetje meteetje, 't was me het jaartje wel", met af en toe referenties naar de oudejaarsconference.
In 1994 waren Lebbis en Jansen te horen op de radio met een oudejaarsconference. In 1995 was er de tweede oudejaarsconference van Youp van 't Hek. De conference viel bij publiek nog als aardig en wel goed, maar bij de pers werd de conference zeer slecht ontvangen. In 1995 haalde Freek de Jonge in zijn radio-oudejaarsconference Brand uit naar deze conference. De pers pakte de steek van Freek gretig op. Op de televisie hield Freek de Jonge ook nog een oudejaarsconference, Het Luik geheten.
In 1998 waren er weer oudejaarsconferences op de radio. Lebbis en Jansen deden de echte oudejaarsconference. De IKON zond dat jaar ook de oudejaarsconference Op de drempel van het wad uit op de radio van zes cabaretiers; Job Schuring, Jeroen van Merwijk, Maarten van Roozendaal, Mylène d'Anjou, Jaap Mulder en Kees Torn, die werd gespeeld op het waddeneiland Texel. In theater vond de eerste oudejaarsconference plaats van Sjaak Bral. Het aantal theater-oudejaarsconferences is dan al vrij groot.
In 1999 speelde Youp van 't Hek zijn derde oudejaarsconference en deze werd beduidend beter ontvangen dan zijn tweede. Seth Gaaikema speelde op 22 december van dat jaar een variant van de oudejaarsconference, de millenniumconference, een overzicht van de afgelopen eeuw in plaats van jaar.

#### 2000-heden
In de 20ste eeuw was de oudejaarsconference nog een televisiemoment op één avond voor het hele land. In de 21ste eeuw werd het een genre met verschillende varianten. Naast de grote producties voor tv op NPO en RTL waren er diverse andere initiatieven, die zich soms beperkten tot optredens in één stad.
In 2000 en 2001 deelden Lebbis en Jansen en Freek de Jonge de oudejaarsavond met hun conferences. In het theater en op de lokale en regionale zenders waren in het begin van de 21e eeuw ook veel oudejaarsconferences te zien en te horen. In 2002 werd een nieuwe variant geïntroduceerd door Javier Guzman en de VARA, de Sinterklaasconference op Sinterklaasavond. In 2003 ontstond weer een andere variant: de oudejaarsstand-up, geïntroduceerd door Wilko Terwijn. In 2006 werd voor het eerst een oudejaarsconference gehouden op de commerciële tv; Guido Weijers hield hem voor SBS6. Van 2013 tot 2019 verzorgde de christelijke zender Family7 oudejaarsconferences door Rob Favier en Rikkert Zuiderveld met een humoristische en scherpe blik op het afgelopen jaar zonder gevloek en kwetsende opmerkingen.
Op 31 december 2015 hield de 61-jarige Herman Finkers zijn eerste oudejaarsconference, live vanuit de Leidse Schouwburg in Leiden. Daarbij refereerde hij ook aan de operatie van collega Van 't Hek: Youp, een goede revalidatie gewenst. Eerder clusterde hij dit ook aan de actualiteit die hij doorgaans niet bezigde. In zijn kritiek op VVD-leider Halbe Zijlstra die als staatssecretaris van cultuur dweepte met het feit dat hij niets van cultuur had en dus goed kon bezuinigen: Je zult maar zo’n chirurg hebben. Goedemorgen meneer Van ’t Hek, ik kom bij u een openhartoperatie doen. Ik weet niets van het hart. Ik heb geen idee waar dat gekke ding zit en het interesseert me ook geen flikker. Ik ben dus heel geschikt om in u te gaan snijden.
Guido Weijers heeft sinds 2000 de meeste oudejaarsconferences gedaan: maar liefst elf keer. Weijers begon met zijn oudejaarsconference bij SBS6 in 2006, deed hem vervolgens één keer bij de KRO in 2012 en sinds 2014 bij RTL 4. In 2017 ging zijn oudejaarsconference voor de eerste keer live op zender. Met zijn oudejaarsshow in 2014 scoorde hij 1,72 miljoen kijkers; in 2017 bijna 1,2 miljoen. In 2016 scoorde Javier Guzman op RTL 4 aanzienlijk minder met 896.000 kijkers. Het slechtst scoorde Micha Wertheim in 2023. Hij trok dat jaar slechts 876.000 kijkers met zijn eerste oudejaarsconference.

### Regionaal
Naast de landelijk uitgezonden oudejaarsconference zijn er ook regionale varianten. Zo wordt sinds 1996 jaarlijks door TV West een conference van Sjaak Bral uitgezonden. Vanaf 2007 werd door Helligen Hendrik op RTV Oost de Twentse Eindejaarsconference gehouden, en vanaf 2016 voegden André Manuel, Nathalie Baartman en Thijs Kemperink zich bij hem voor een gelegenheidscollectief voor deze conference.

### Overzicht van cabaretiers
Onderstaand overzicht toont (een onvolledig overzicht van) het aantal oudejaarsconferences per cabaretier.
| Naam                  | Aantal keer                            |
| --------------------- | -------------------------------------- |
| Dolf Jansen           | 33 (waarvan 20 met 'Lebbis en Jansen') |
| Hans Sibbel           | 20 (alle met 'Lebbis en Jansen')       |
| Freek de Jonge        | 15 (1 met Neerlands Hoop op de radio)  |
| Wim Kan               | 11                                     |
| Guido Weijers         | 11                                     |
| Youp van 't Hek       | 10                                     |
| Javier Guzman         | 9                                      |
| Seth Gaaikema         | 6                                      |
| Claudia de Breij      | 3                                      |
| Pieter Derks          | 3                                      |
| Jan Jaap van der Wal  | 2                                      |
| Arie Koomen           | 2 (één samen met Terwijn en Stam)      |
| Erik van Muiswinkel   | 2 (beide met meerdere cabaretiers)     |
| Bram Vermeulen        | 1 (met 'Neerlands Hoop')               |
| Wilko Terwijn         | 1 (samen met Koomen en Stam)           |
| Menno Stam            | 1 (samen met Koomen en Terwijn)        |
| Beau van Erven Dorens | 1                                      |
| Theo Maassen          | 1                                      |
| Herman Finkers        | 1                                      |
| Louise Korthals       | 1 (samen met Dolf Jansen)              |
| Marc-Marie Huijbregts | 1                                      |
| Martijn Koning        | 1                                      |
| Jan Beuving           | 1 (samen met Patrick Nederkoorn)       |
| Patrick Nederkoorn    | 1 (samen met Jan Beuving)              |
| Najib Amhali          | 1                                      |
| Peter Pannekoek       | 1                                      |
| Micha Wertheim        | 1                                      |

## België
Begin jaren 1990 kreeg de tot dan toe louter Nederlandse traditie in Vlaanderen navolging in de persoon van de cabaretier Geert Hoste. In 1992 werd zijn eindejaarsconference voor het eerst uitgezonden op Radio 1, het jaar erna ook op TV1. Later zouden zijn conferences ook op Radio 2 worden uitgezonden. In 2015 bracht hij zijn laatste eindejaarsconference, die steevast op nieuwjaarsdag werd uitgezonden. Een andere cabartier, Karel Declercq, begon al in 1991 met zijn eindejaarsconferences, maar deze werden niet uitgezonden op televisie. Hij voert deze anno 2024 nog steeds op. 
Van 2001 tot en met 2003 speelden An Nelissen, Bert Kruismans & Nigel Williams drie eindejaarsconferences onder de titel Gelukkig, Nieuwjaar. De commerciële zender VTM zond van 2003 tot en met 2007 een eindejaarsconference van Raf Coppens uit ter concurrentie. De VRT begon in die periode met een tweede eindejaarsconference, uitgezonden op Canvas en Radio 1. In 2006 en 2007 onder de naam Het Ergste Is Al Geweest, en van 2008 tot en met 2011 als Het Besluit. Hierin voerden verschillende cabaretiers een voorstelling op rond het afgelopen jaar. Een van hen was Michael Van Peel, die sinds 2009 bovendien zijn eigen eindejaarsconference speelde. Deze werd vanaf 2012 uitgezonden ter vervanging van Het Besluit. Hij stopte met zijn conferences in 2018. 
Van Peel werd opgevolgd door Kamal Kharmach, die sinds 2019 de eindejaarsconference Mag ik even? op Canvas, en vanaf 2020 op VRT 1, voor zijn rekening neemt. Xander De Rycke, net als Van Peel eerder al te zien in Het Besluit, bracht in 2016 voor het eerst zijn eindejaarsconference Houdt Het Voor Bekeken, sinds 2024 op VRT CANVAS en eerder op YouTube en Streamz. Van 2016 tot en met 2023 bracht Stijn Meuris zijn eindejaarsconferences onder de naam Tirade. Bert Gabriëls, ook al te zien geweest in Het Besluit, speelde in 2019 de eerste editie van zijn conference getiteld #Eindejaars. Na drie edities gaf hij het stokje door aan Jade Mintjens (2022), Joost Vandecasteele (2023) en Jeroen Leenders (2024). De eindejaarsconference van Hetty Helsmoortel vindt sinds 2021 jaarlijks plaats.
| Jaar | Titel                                            | Cabaretier(s)                                                                                 | Zender(s)         |
| ---- | ------------------------------------------------ | --------------------------------------------------------------------------------------------- | ----------------- |
| 1991 | Komisch Jaaroverzicht                            | Karel Declerq                                                                                 |                   |
| 1992 | Komisch Jaaroverzicht                            | Karel Declerq                                                                                 |                   |
| 1992 | Live Wit                                         | Geert Hoste                                                                                   | Radio 1           |
| 1993 | Komisch Jaaroverzicht                            | Karel Declerq                                                                                 |                   |
| 1993 | Live Zwart                                       | Geert Hoste                                                                                   | TV1               |
| 1994 | Komisch Jaaroverzicht                            | Karel Declerq                                                                                 |                   |
| 1994 | Koning                                           | Geert Hoste                                                                                   | TV1               |
| 1995 | Komisch Jaaroverzicht                            | Karel Declerq                                                                                 |                   |
| 1995 | Alleen                                           | Geert Hoste                                                                                   | TV1               |
| 1996 | Komisch Jaaroverzicht                            | Karel Declerq                                                                                 |                   |
| 1996 | Spreekt                                          | Geert Hoste                                                                                   | TV1               |
| 1997 | Komisch Jaaroverzicht                            | Karel Declerq                                                                                 |                   |
| 1997 | JA!                                              | Geert Hoste                                                                                   | TV1               |
| 1998 | Komisch Jaaroverzicht                            | Karel Declerq                                                                                 |                   |
| 1998 | 3000                                             | Geert Hoste                                                                                   | TV1               |
| 1999 | Komisch Jaaroverzicht                            | Karel Declerq                                                                                 |                   |
| 1999 | Sterk                                            | Geert Hoste                                                                                   | TV1               |
| 2000 | Komisch Jaaroverzicht                            | Karel Declerq                                                                                 |                   |
| 2000 | Verdorie                                         | Geert Hoste                                                                                   | TV1               |
| 2001 | Komisch Jaaroverzicht                            | Karel Declerq                                                                                 |                   |
| 2001 | Dwars                                            | Geert Hoste                                                                                   | TV1               |
| 2001 | Gelukkig, Nieuwjaar                              | An Nelissen, Bert Kruismans & Nigel Williams                                                  |                   |
| 2002 | Komisch Jaaroverzicht                            | Karel Declerq                                                                                 |                   |
| 2002 | Puur en Onversneden                              | Geert Hoste                                                                                   | TV1               |
| 2002 | Gelukkig, Nieuwjaar                              | An Nelissen, Bert Kruismans & Nigel Williams                                                  |                   |
| 2003 | Komisch Jaaroverzicht                            | Karel Declerq                                                                                 |                   |
| 2003 | Hard                                             | Geert Hoste                                                                                   | TV1               |
| 2003 | Gelukkig, Nieuwjaar                              | An Nelissen, Bert Kruismans & Nigel Williams                                                  |                   |
| 2003 | Lacht Uit                                        | Raf Coppens                                                                                   | VTM               |
| 2004 | Komisch Jaaroverzicht                            | Karel Declerq                                                                                 |                   |
| 2004 | Patat                                            | Geert Hoste                                                                                   | TV1               |
| 2004 | Lacht Uit                                        | Raf Coppens                                                                                   | VTM               |
| 2005 | België in z'n Blootje                            | Karel Declerq                                                                                 |                   |
| 2005 | Staat                                            | Geert Hoste                                                                                   | Eén               |
| 2005 | Lacht Uit                                        | Raf Coppens                                                                                   | VTM               |
| 2006 | België in z'n Blootje & Vlaanderen in z'n Hemdje | Karel Declerq                                                                                 |                   |
| 2006 | Staat Verder                                     | Geert Hoste                                                                                   | Eén               |
| 2006 | Lacht Uit                                        | Raf Coppens                                                                                   | VTM               |
| 2006 | Het Ergste Is Al Geweest                         | Bert Kruismans, Nigel Williams, Lieven Scheire, Seppe Toremans, Jamal Boukhriss & zes anderen | Radio 1 / Canvas  |
| 2007 | België in z'n Blootje                            | Karel Declerq                                                                                 |                   |
| 2007 | Houdt Woord                                      | Geert Hoste                                                                                   | Eén               |
| 2007 | Lacht Uit                                        | Raf Coppens                                                                                   | VTM               |
| 2007 | Het Ergste Is Al Geweest                         | ?                                                                                             | Radio 1 / Canvas  |
| 2008 | België in z'n Blootje                            | Karel Declerq                                                                                 |                   |
| 2008 | Regeert                                          | Geert Hoste                                                                                   | Radio 2 / Eén     |
| 2008 | Het Besluit                                      | Philippe Geubels, Joke van Leeuwen, Wouter Deprez, Nigel Williams & Marc Reynebeau            | Radio 1 / Canvas  |
| 2009 | België in z'n Blootje                            | Karel Declerq                                                                                 |                   |
| 2009 | Beslist                                          | Geert Hoste                                                                                   | Radio 2 / Eén     |
| 2009 | Van Peel overleeft Tweeduizendnegen              | Michael Van Peel                                                                              |                   |
| 2009 | Het Besluit                                      | Philippe Geubels, Gunter Lamoot, Nigel Williams, Vitalski & Warre Borgmans                    | Radio 1 / Canvas  |
| 2010 | België in z'n Blootje & Vlaanderen in z'n Hemdje | Karel Declerq                                                                                 |                   |
| 2010 | Vulkaan                                          | Geert Hoste                                                                                   | Radio 2 / Eén     |
| 2010 | Van Peel overleeft Deep Water Horizon            | Michael Van Peel                                                                              |                   |
| 2010 | Het Besluit                                      | Xander De Rycke, Johan Petit, Bart Cannaerts, Nathalie Meskens & Bert Gabriëls                | Radio 1 / Canvas  |
| 2011 | België in z'n Blootje                            | Karel Declerq                                                                                 |                   |
| 2011 | Kookt                                            | Geert Hoste                                                                                   | Radio 2 / Eén     |
| 2011 | Van Peel overleeft Fukushima                     | Michael Van Peel                                                                              |                   |
| 2011 | Het Besluit                                      | Bart Cannaerts, Jeroen Leenders, Michael Van Peel & Veerle Malschaert                         | Radio 1 / Canvas  |
| 2012 | België in z'n Blootje                            | Karel Declerq                                                                                 |                   |
| 2012 | XX                                               | Geert Hoste                                                                                   | Radio 2 / Eén     |
| 2012 | Van Peel overleeft de Apocalyps                  | Michael Van Peel                                                                              | Radio 1 / Canvas  |
| 2013 | België Binnenste Buiten                          | Karel Declerq                                                                                 |                   |
| 2013 | King                                             | Geert Hoste                                                                                   | Radio 2 / Eén     |
| 2013 | Van Peel overleeft Big Brother                   | Michael Van Peel                                                                              | Radio 1 / Canvas  |
| 2014 | Brave Little Belgium                             | Karel Declerq                                                                                 |                   |
| 2014 | LOL                                              | Geert Hoste                                                                                   | Radio 2 / Eén     |
| 2014 | Van Peel overleeft WO III                        | Michael Van Peel                                                                              | Radio 1 / Canvas  |
| 2015 | Brave Little Belgium                             | Karel Declerq                                                                                 |                   |
| 2015 | Jump                                             | Geert Hoste                                                                                   | Radio 2 / Eén     |
| 2015 | Van Peel overleeft de Exodus                     | Michael Van Peel                                                                              | Radio 1 / Canvas  |
| 2016 | Brave Little Belgium                             | Karel Declerq                                                                                 |                   |
| 2016 | Van Peel overleeft de Muur                       | Michael Van Peel                                                                              | Radio 1 / Canvas  |
| 2016 | Houdt Het Voor Bekeken 2015-2016                 | Xander De Rycke                                                                               | YouTube           |
| 2016 | Tirade                                           | Stijn Meuris                                                                                  |                   |
| 2017 | Brave Little Belgium                             | Karel Declerq                                                                                 |                   |
| 2017 | Van Peel overleeft de Graaicultuur               | Michael Van Peel                                                                              | Radio 1 / Canvas  |
| 2017 | Houdt Het Voor Bekeken 2016-2017                 | Xander De Rycke                                                                               | YouTube           |
| 2017 | Tirade 2.017                                     | Stijn Meuris                                                                                  |                   |
| 2018 | België scheef bekeken                            | Karel Declerq                                                                                 |                   |
| 2018 | Van Peel overleeft de Evil Clowns                | Michael Van Peel                                                                              | Radio 1 / Canvas  |
| 2018 | Houdt Het Voor Bekeken 2017-2018                 | Xander De Rycke                                                                               | YouTube           |
| 2018 | Tirade 3 – In blind vertrouwen                   | Stijn Meuris                                                                                  |                   |
| 2019 | België scheef bekeken                            | Karel Declerq                                                                                 |                   |
| 2019 | Mag ik even?                                     | Kamal Kharmach                                                                                | Radio 1 / Canvas  |
| 2019 | Houdt Het Voor Bekeken 2018-2019                 | Xander De Rycke                                                                               | YouTube           |
| 2019 | #Eindejaars                                      | Bert Gabriëls                                                                                 | Radio 1 / Streamz |
| 2020 | België scheef bekeken                            | Karel Declerq                                                                                 |                   |
| 2020 | Mag ik even?                                     | Kamal Kharmach                                                                                | Radio 1 / Eén     |
| 2020 | #Eindejaars2                                     | Bert Gabriëls                                                                                 | Streamz           |
| 2020 | Tirade #4: Belgarije                             | Stijn Meuris                                                                                  |                   |
| 2021 | België scheef bekeken                            | Karel Declerq                                                                                 |                   |
| 2021 | Mag ik even?                                     | Kamal Kharmach                                                                                | Radio 1 / Eén     |
| 2021 | Houdt Het Voor Bekeken Covid-19                  | Xander De Rycke                                                                               | Streamz           |
| 2021 | #Eindejaars3                                     | Bert Gabriëls                                                                                 | Streamz           |
| 2021 | Missie 2021                                      | Hetty Helsmoortel                                                                             |                   |
| 2021 | Tirade#5/De Stilstand                            | Stijn Meuris                                                                                  |                   |
| 2022 | België scheef bekeken                            | Karel Declerq                                                                                 |                   |
| 2022 | Mag ik even?                                     | Kamal Kharmach                                                                                | Radio 1 / Eén     |
| 2022 | #Eindejaars – Samen door 2022                    | Jade Mintjens                                                                                 | Radio 1 / Streamz |
| 2022 | Missie 2022                                      | Hetty Helsmoortel                                                                             |                   |
| 2023 | België schalks bekeken                           | Karel Declerq                                                                                 |                   |
| 2023 | Mag ik even?                                     | Kamal Kharmach                                                                                | Radio 1 / VRT 1   |
| 2023 | Houdt Het Voor Bekeken 2023                      | Xander De Rycke                                                                               | Streamz           |
| 2023 | #Eindejaars – Een Beetje Extreem                 | Joost Vandecasteele                                                                           | VTM / Streamz     |
| 2023 | Missie 2023                                      | Hetty Helsmoortel                                                                             | Streamz           |
| 2023 | Tirade 59 - Net Geen Zestig                      | Stijn Meuris                                                                                  |                   |
| 2024 | België schalks bekeken                           | Karel Declerq                                                                                 |                   |
| 2024 | Mag ik even?                                     | Kamal Kharmach                                                                                | Radio 1 / VRT 1   |
| 2024 | Houdt Het Voor Bekeken 2024                      | Xander De Rycke                                                                               | VRT CANVAS        |
| 2024 | #Eindejaars – Van de partij                      | Jeroen Leenders                                                                               |                   |
| 2024 | Missie 2024                                      | Hetty Helsmoortel                                                                             |                   |